# Hôtel du Chevalier-du-Guet
Hôtel du Chevalier-du-Guet byl městský palác v Paříži v dnešním 1. obvodu. Palác byl postaven ve 14. století a sloužil jako sídlo velitele královské hlídky. Palác zanikl kolem roku 1864 při rozšíření ulice Rue Jean-Lantier.

## Historie
V důsledku nařízení krále Jana II. ze 6. března 1363 získal král na počátku 14. století dům nacházející se ve čtvrti Sainte-Opportune, aby zde mohl ubytovat velitele královské hlídky. Dle tohoto nařízení bylo třeba střežit vězně v Châtelet a Palais de la Cité, proto byl velitelský palác vystavěn poblíž pevnosti Châtelet. V pevnosti také sídlil prévôt de Paris, takže se zde vyřizovaly záležitosti z hlediska veřejné bezpečnosti a v jeho blízkosti probíhaly i nepokoje a lidová povstání. Výběr místa králem vycházel z praktických potřeb. V té době byly čtvrtě Sainte-Opportune, Saint-Denis a Saint-Jacques-la-Boucherie tvořeny obyvatelstvem považovaným za radikální. Cech řezníků, který zde měl silné zastoupení, skutečně hrál vůdčí roli v povstáních sporech, zejména během zajetí krále Jana, povstání 22. února 1358 a během Jacquerie, později při povstání maillotinů a cabochienů a po prvním záchvatu nepříčetnosti Karla VI.
Palác stál původně na otevřeném prostranství zvaném Champ Perrin Gasselin, což bylo nejspíše jméno původního majitele pozemku. V následujících staletích byl obklopen dalšími stavbami.
Posledním velitelem královské hlídky byl Augustin Jean-Baptiste Choppin de Goussangré, který zemřel 27. ledna 1733. Za Ludvíka XV. se palác stal soukromým majetkem. Za Velké francouzské revoluce byl roku 1794 zabaven rodině emigrantů a prodán muži jménem Morel, který jako mnoho jiných spekuloval s nemovitým majetkem. Od jeho dědiců palác koupilo město Paříž. Radnice bývalého 4. obvodu, sídlící původně v domě č. 29 v Rue Coquillière, zde sídlila v letech 1803–1850. Hôtel du Chevalier-du-Guet byl zbořen kolem roku 1864, kvůli rozšíření Rue Jean-Lantier za přestavby Paříže během Druhého císařství.

## Popis
Palác byl postaven na počátku poslední třetiny 14. století. Poté, co se dům stal za Ludvíka XV. soukromým majetkem, byl podstatně přestavěn. V 15. století vedl hlavní, čestný vchod do ulice Rue Perrin-Gasselin. Portál na náměstí Place du Chevalier-du-Guet byl pouze boční vstup lemovanými věžičkami, které zmizely v prvních letech vlády Ludvíka XV. Tato vnější fasáda byla hrubá a vykazovala jen málo charakteristických prvků civilní architektury 15. století.
Zdi byly postaveny z velkých tesaných kamenných bloků dosahujících šířky 60 centimetrů, aby byly odolné proti vnějšímu napadení. Obloukový vstupní ramenát byl doplněn dvěma čtvercovými příporami či pilíři. Nad portálem se nacházel arkýř, který byl při přestavbě odstraněn. Okna ve druhém patře byla opatřena hladkými šambránami.
Štít střechy byl opatřen bodcem s korouhvičkou, která nejspíše nesla erbovní prapor rytíře hlídky.
Nádvoří, zhruba čtvercové, bylo poměrně velké a ze všech čtyř stran lemované budovami. V 19. století se na východní straně nacházela stará zástavba. Zbývající tři byly novější. Všechna okna byla zvětšena, ozdoby, pokud nějaké byly, byly osekány. Jediné staré části, které by mohly ještě existovat v dochovaných budovách na jihu, na západu a na severu, jsou nanejvýš zdi sklepení obklopujících nádvoří.
Vstup do domu č. 6 na náměstí, který byl přístavbou starého paláce, měl nízký tympanon se zašpičatělou makovicí z 15. století.